# Natura 2000-område nr. 8 Åsted Ådal, Bangsbo Ådal og omliggende overdrevsområder
Natura 2000-område nr. 8 Åsted Ådal, Bangsbo Ådal og omliggende overdrevsområder er en naturplan under det fælleseuropæiske Natura 2000-projekt. Planområdet består af to EU-habitatområder: Åsted Ådal H8 på 124 ha, Bangsbo Ådal og de omliggende overdrevsområder H216 på 880 ha, i alt et areal på 1.004 hektar. 391 ha (39%) af arealet er omfattet af
naturbeskyttelseslovens § 3, desuden er der 82 ha løvskov og 85 ha nåleskov. I den nordlige del af området blev et område på 135 ha, næsten identisk med H8 Åsted Ådal, fredet i 1967 . I den nordlige ende af H216 i sydenden af Gærum Hedeplantage ligger Katsig Mose hvor et område på 8,5 ha blev fredet i 1985 som en naturvidenskabelig fredning. 391 ha (39%) af arealet er omfattet af
naturbeskyttelseslovens § 3 (Tabel 1.2). Desuden er der 82 ha løvskov og 85 ha nåleskov
Området, der ligger 3-4 km sydvest og vest for Frederikshavn består af af den centrale del af Åsted Ådal og de øvre løb af Bangsbo Å. De to vandløb er dannet i en lang erosionsproces siden sidste istid, hvor åerne har skåret sig ned igennem sedimentet i de gamle fjordbunde i takt med landhævningen. Det har en mangfoldig flora, bl.a. bladmosset Piberensermos og de rødlistede arter Flad ulvefod, Bjergmangeløv, Vårkobjælde, Lyngstar, Grenet star, orkidéerne Hvid sækspore og Koralrod, samt de to stenlaver
Koralprikvortelav og Fingerkorallav (P. Wind 1992). Overdrevene omkring Vejrbakken og Skibtved i Bangsbo Ådal, samt
de centrale overdrev i Åsted Ådal er også kendt for en stor svampediversitet, alene med 15
forskellige arter af vokshatte (P. Wind 1992).
Langs både Åsted og Bangsbo Å er der mange elle- og askesumpe, samt kildevæld somudgør et ideelt levested for
bilag II-arterne Bæklampret og
Odder.
Gærum Hede har tidligere sammen med Faurholdt Hede udgjort et større sammenhængende hedeareal, men dækkes nu hovedsageligt af
kratskov og for Gærum Hedes vedkommende af nåleskovsarealer på genetablerede arealer efter råstofindvinding.
Natura 2000-planen er vedtaget i 2011, hvorefter kommunalbestyrelserne
og Naturstyrelsen skal udarbejde bindende handleplaner, som skal sikre
gennemførelsen af planen.
Natura 2000-planen er koordineret med vandplan 1.1 Nordlige Kattegat, Skagerrak.